# Jerrell Powe
Jerrell Quartez Powe (Buckatunna, 15 marzo 1987) è un giocatore di football americano statunitense che gioca nel ruolo di nose tackle per i Washington Redskins della National Football League (NFL). Fu scelto nel corso del sesto giro (199º assoluto) del Draft NFL 2011 dai Kansas City Chiefs. Al college ha giocato a football all'Università del Mississippi.

## Carriera professionistica

### Kansas City Chiefs
Thomas fu scelto dai Kansas City Chiefs nel corso del sesto giro del Draft 2011. Debuttò come professionista il 21 novembre 2011 contro i New England Patriots in quella che fu la sua unica presenza stagionale. Dopo il ritiro di Kelly Gregg nel 2012, competé per il posto di nose tackle titolare con Dontari Poe, da cui fu superato. La sua stagione terminò con 6 tackle in 9 presenze.

### Houston Texans
Il 18 marzo 2014, Powe firmò come free agent con gli Houston Texans.

### Washington Redskins
Nel 2015, Powe firmò coi Washington Redskins.

## Statistiche
| Partite totali      | 13  |
| Partite da titolare | 1   |
| Tackle              | 8   |
| Sack                | 1,0 |
| Intercetti          | 0   |

Statistiche aggiornate alla stagione 2013